# گوشچانووکو
گوشچانووکو (به لاتین: Goszczanówko) یک روستا در لهستان است که در گمینا درزدنکو واقع شده‌است. گوشچانووکو ۱۴۰ نفر جمعیت دارد.